# 梁启波
梁启波（1965年—），广西兴业人，汉族，中华人民共和国政治人物、第十一届全国人民代表大会广西地区代表。
毕业于广西壮族自治区党委党校行政管理专业，是中共党员。担任广西兴业县民政局副局长。2008年起担任全国人大代表。